# Camden Passage
Camden Passage est une pittoresque rue piétonne de Londres située à quelques minutes de la station de métro Angel sur Upper Street dans le quartier londonien d'Islington. Le passage est connu pour ses antiquaires, ses marchés et sa gamme de boutiques indépendantes, cafés et restaurants. 
Il accueille un marché d'antiquités tous les mercredis, samedis et dimanches (au coin de Camden Passage et Charlton Place, et à l'espace Pierrepont Arcade Market), un marché aux livres le jeudi et vendredi (à l'espace Pierrepont Arcade Market) et un marché avec un mélange éclectique de vêtements vintage et rétro, de photos, de bagages vintage, d'objets uniques, d'objets de collection et de bric-à-brac les mercredi, vendredi, samedi et dimanche (le long du passage près du pub Camden Head). 
Les magasins indépendants, cafés et restaurants sont généralement ouverts sept jours par semaine. 

## Histoire
Le passage a été construit, en tant qu'allée, le long de l'arrière des maisons sur Upper Street, puis Islington High Street, en 1767 . 
Le marché d'antiquités a été fondé dans les années 1960, en collaboration avec le Metropolitan Borough of Islington par John Payton. L'entreprise a d'abord été couronnée de succès, attirant plus de 350 commerçants, mais récemment le centre d'Islington a subi une régénération, ce qui a conduit à une augmentation des loyers demandée lors du renouvellement des baux. 
Après quelques années d'abandon, un ancien hangar de tramway a été rouvert le 14 novembre 1979 sous le nom de The Mall Antiques Arcade, et abritait plus de 35 concessionnaires au rez-de-chaussée et à l'étage. Le bâtiment abritait également d'autres commerces, comme un restaurant aux étages supérieurs, mais le centre commercial a fermé ses portes en 2008. En 2013, il est devenu un magasin Jack Wills et, en 2014, était un magasin Superdry. En 2016, il est devenu une boutique sofa.com. 
La fermeture de l'arcade reflète la réduction du nombre de marchands d'antiquités dans le passage voisin de Camden. Le bâtiment est un monument classé Grade II. Son aspect sévère de brique sans fenêtre est dicté par son utilisation d'origine : English Heritage décrit son architecture comme influencée par et un hommage à la prison de Newgate (par George Dance le Jeune), qui avait été démolie en 1902, trois ans avant la construction de ce bâtiment par le LCC. 